# 阿罩霧福德祠
24°03′56″N 120°41′47″E / 24.065530°N 120.696305°E
阿罩霧福德祠，是位於臺灣臺中市霧峰區中正里、霧峰警分局交通分隊門口的土地祠，為霧峰林家所建立，相傳與戴潮春事件有關。

## 歷史

### 霧峰林家建立
同治元年（1862年），林日成趁林文察參與太平天國戰事，率領自家練勇進攻霧峰林家，發生阿罩霧庄攻防戰，並阻止烏溪水源供應。相傳當時霧峰林家宗祠供奉的神農大帝顯靈，命令土地公在一座樟樹頭冒出甘泉，人稱「土地公井」。戴潮春事件平定後，同治三年（1864年）春，霧峰林家在該井邊興建霧峰聖賢宮及阿罩霧福德祠，以資永久奉祀。
光緒九年（1883年），林朝棟祭祖時目睹該祠破舊，乃令族人重修並獻贈廟地供作廟產，在門額鑲嵌當年臘月重修的石板，並推耆宿王君邵為管理人，後其子王烈嗣繼承，但之後並無繼承的管理員。

### 成為消防隊信仰
縣道127號外環道開闢後，廟址成了四德路82號。
世居霧峰的霧峰消防隊林信雄回憶，約1970年霧峰消防隊從霧峰分局遷出，以方便車輛調度，當時卻一直沒有適合的公用土地可資利用，經鄉公所及地方人士協商後，決定把此廟後的公有地騰出，做為消防隊駐紮用地。他感覺從消防隊搬到該處之後，霧峰火災便很少發生，但鄰近的大里鄉及太平鄉火災卻經常發生，從他當消防警員以來，幾乎每次行動都是支援他鄉救災。

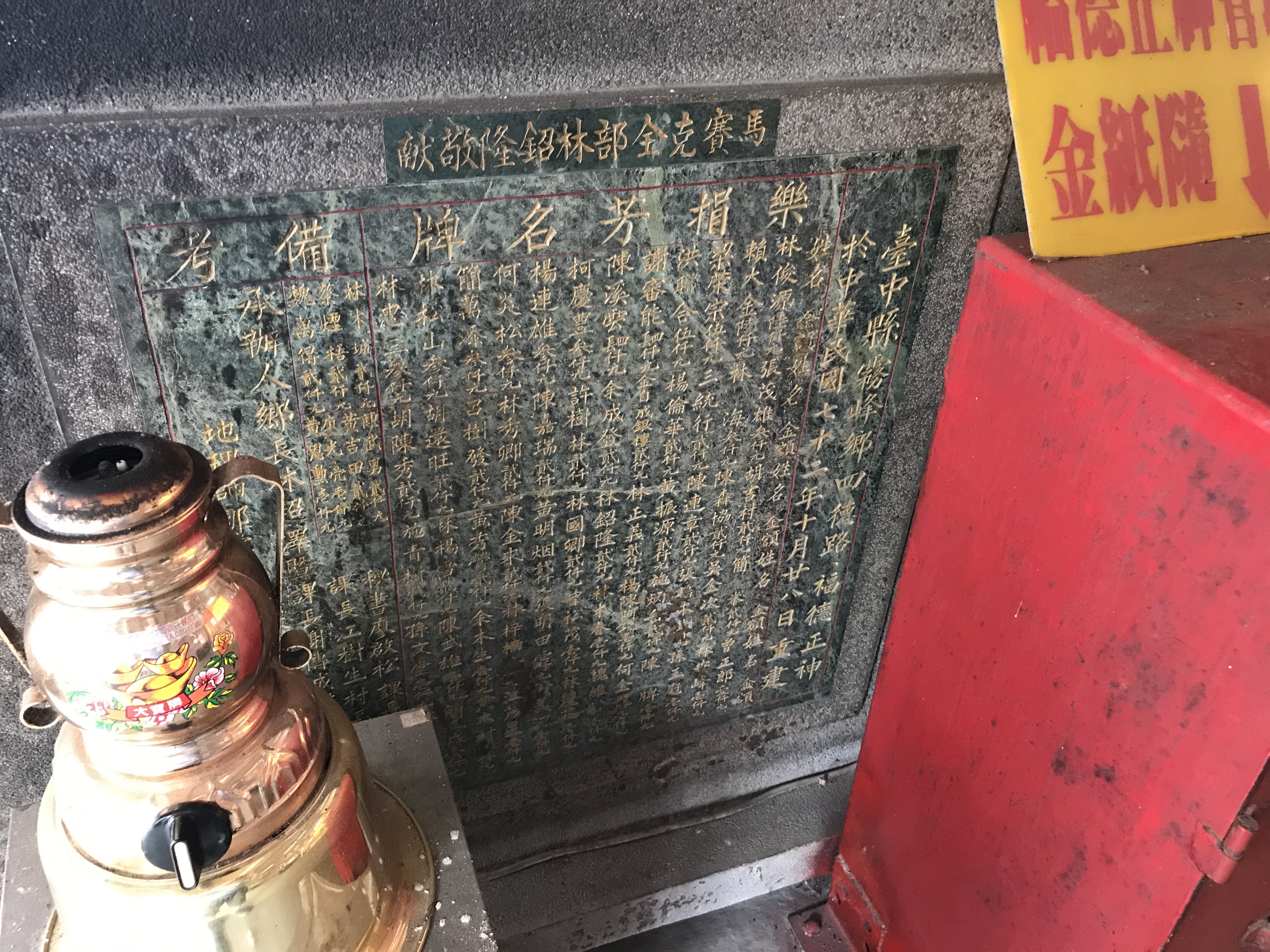
廟於1983年重建。

因廟宇位在消防局門口，又每天香火鼎盛，吸引了不少好奇者前來。消防隊車庫門寬約十公尺，而廟身正好在正中央，車輛進出需要從兩旁依序而行，不能同時進退，消防隊有尋找它地的打算。廟委楊萬嵩表示，信徒曾多次向土地公擲筊，希能遷移他處另建或是擴建，但都無法獲得土地公應允，甚至連天公爐也不肯換。
之前1984年時，霧峰鄉務農者、工廠少，而大里及太平兩鄉則工廠多，當時發生火災的比率自然比霧峰高。後來，霧峰火災很多，有人穿鑿附會指肇因於此廟香火鼎盛，使消防隊火氣旺，所以當霧峰警分局遷建到吉峰路時，消防隊就遷到旁邊，舊址改設霧峰交通分隊。

### 改為交通隊進駐
交通隊進駐後，相傳值班員警會於凌晨三到四點左右見到分局自動門會打開，但監視錄影卻無影像出現，認為土地公來巡視，就趕忙倒一杯茶水，恭請土地公飲用。地方人士楊連雄講，起初搬來不久的警方巡邏車常故障，又傳說清朝時此地為刑場，該廟為日治時蓋來鎮邪用的，交通隊在地方人士勸說下常到土地公廟上香、打掃，此後自認從此順利。楊連雄為住在附近的電器行老闆，常來此廟上相打掃，兼任調解委員的他也常來局內調解交通事故，還因表現為該縣調解委員的第一名，連獲內政部表揚，被戲稱為此土地公的分身。
交通隊會在中秋節廟會時主動提供茶水、廁所方便信徒使用，受民眾稱讚交通隊和土地公一起合作，保佑地方交通與治安。2008年春安期間，中投公路相當平安，沒有發生死亡及重大車禍，霧峰分局轄內也沒有死亡車禍，員警認為是此土地公保佑。2015年考上中央警察大學的警員林殷毅，也感謝是這位鄰居土地公之佑。
此廟為今日霧峰區中正里的信仰中心，但廟方僅於農曆初一和十五燒金紙，金爐就設在分局後面，並於2013年8月換成環保金爐。